# Ejército de Nepal
El Ejército de Nepal, también Ejército Nepalí o Ejército Nepalés, (en nepalí: नेपाली सेना) o Ejército gurkha (en nepalí: गोर्खाली सेना) es la fuerza armada terrestre militar de Nepal disponible internacionalmente y un componente principal de las fuerzas armadas de Nepal. El servicio es voluntario y la edad mínima para la inscripción es de 18 años. El ejército era conocido como el Real Ejército de Nepal (ARN) durante el período monárquico en Nepal. Fue renombrado a Ejército de Nepal el 28 de mayo de 2008 con la abolición de una monarquía que duró 238 años. A diferencia de otras fuerzas militares de todo el mundo, el ejército nepalés tiene una política de alistamiento muy estricta, basada en la tradición gurkha.

## Historia
La campaña de unificación de Nepal del siglo XVIII fue un punto de inflexión en la historia del ejército nepalés. Puesto que la unificación no era posible sin un ejército fuerte, la dirección de las fuerzas armadas tenía que ser excepcional. En contraposición a los templos de la era Malla en Katmandú, y al ejército organizado en gorkhas, el país se vio obligado a importar desde el extranjero técnicos e ingenieros para fabricar materiales de guerra. Después de que las tropas gorkhas capturaran Nuwakot, el principado vecino de Katmandú -Kantipur, en esa época- en el año 1744, las fuerzas armadas nepalíes comenzaron a ser tratadas como Real Ejército Nepalí (RNA, por sus siglas en inglés).

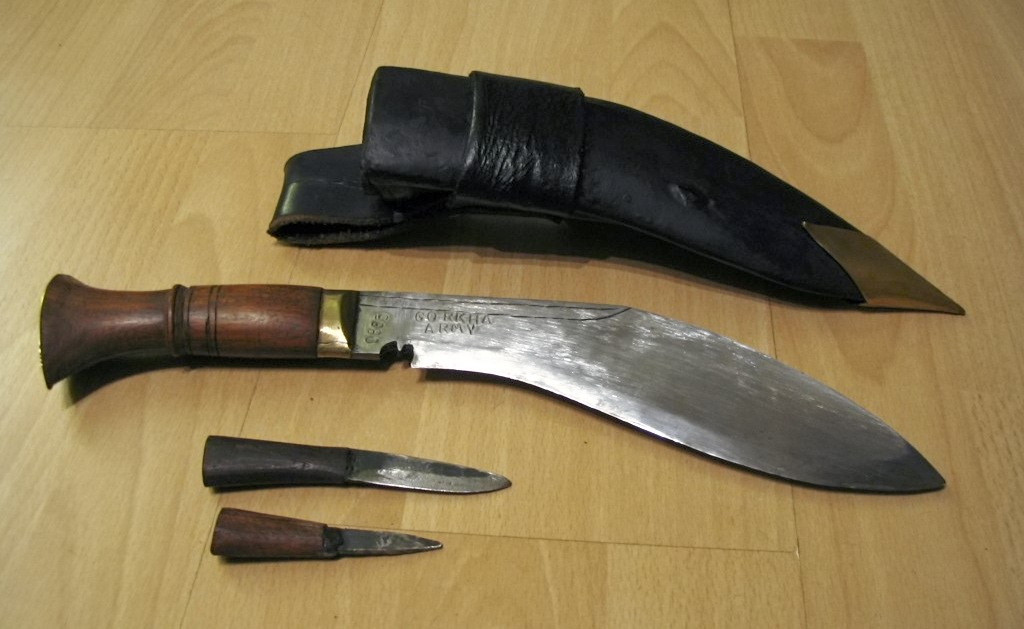
El kukri (arriba) es el arma simbólica del ejército nepalí

Una serie de características heredadas de su cultura tiempo atrás, como su honestidad y su sencillez, parecían impresionar a sus enemigos, hasta el punto en que la Compañía Británica de las Indias Orientales comenzó a reclutar nepalíes en sus fuerzas. Desde que los británicos habían luchado contra el ARN, los habían llamado "Ejército gorkha" o "Gorkhali", por lo que, a partir de este momento, a los nuevos soldados se les trataba como "gurkhas". El ejército indio, después de ganar su independencia de los británicos, comenzó a llamarlos "gorkha". Los fusileros gurkha que existen en India y Reino Unido son parte de organizaciones militares extranjeras donde se reclutan nepalíes. En 1946, después de la Segunda Guerra Mundial, las tropas reales del ejército nepalés fueron encabezadas por el comandante general Sir Baber Shamsher Jang Bahadur Rana en el desfile de la victoria en Londres.
Antes de 2006, el Real Ejército de Nepal estaba bajo control del rey de Nepal. Sin embargo, después del Loktantra Andolan (Movimiento del Pueblo por la Democracia) el 18 de mayo de 2006, un proyecto de ley fue aprobado por el Parlamento de Nepal para restringir el poder real, incluyendo el cambio de nombre del ejército.
En 2004, Nepal gastó 99,2 millones de dólares en su ejército (1,5% de su PIB). Desde el año 2002 el RNA estuvo involucrado en la Guerra Civil Nepalesa, donde fueron utilizados para sofocar a los manifestantes en favor de la democracia en abril de 2006. La mayor parte de sus armas son suministradas por la India.

## Jefes de Estado Mayor
Históricamente el jefe del ejército nepalés ha pertenecido mayormente a familias nobles como "Shah", "Basnyat", "Pande", "Thapa" y "Rana". El primer jefe del Estado durante la campaña de unificación de Nepal por el Gran Rey Prithvinarayan Shah fue Kaji Biraj Thapa Magar. Le siguió Kaji Kalu Pande.
| N.º | Rango   | Nombre                     | En cargo (a partir de 1960)                        |
| --- | ------- | -------------------------- | -------------------------------------------------- |
| 1.  | General | Nir Shumsher JB Rana       | 27 de abril de 1960 – 27 de abril de 1965          |
| 2.  | General | Surendra Bahadur Shah      | –                                                  |
| 3.  | General | Singha Bahadur Basnyat     | − 10 de mayo de 1975                               |
| 4.  | General | Guna Shumsher JB Rana      | 10 de mayo de 1975 – 10 de mayo de 1979            |
| 5.  | General | Singha Pratap Shah         | 15 de mayo de 1979 – 15 de mayo de 1983            |
| 6.  | General | Arjun Narsingh Rana        | 15 de mayo de 1983 – 15 de mayo de 1987            |
| 7.  | General | Satchit Shumsher JB Rana   | 15 de mayo de 1987 – 15 de mayo de 1991            |
| 8.  | General | Gadul Shumsher JB Rana     | 15 de mayo de 1991 – 4 de mayo de 1995             |
| 9.  | General | Dharmapaal Barsingh Thapa  | 15 de mayo de 1995 – 15 de mayo de 1999            |
| 10. | General | Prajwalla Shumsher JB Rana | 19 de mayo de 1999 – 9 de septiembre de 2003       |
| 11. | General | Pyar Jung Thapa            | 10 de septiembre de 2003 – 9 de septiembre de 2006 |
| 12. | General | Rukmangad Katawal          | 9 de septiembre de 2006 – 9 de septiembre de 2009  |
| 13. | General | Chhatra Man Singh Gurung   | 9 de septiembre de 2009 – 5 de septiembre de 2012  |
| 14. | General | Gaurav Shumsher JB Rana    | 6 de septiembre de 2012 – 10 de septiembre de 2015 |
| 15. | General | Rajendra Chhetri           | 10 de septiembre de 2015 – presente                |